# Allium scilloides
Allium scilloides är en amaryllisväxtart som beskrevs av David Douglas och Sereno Watson. Allium scilloides ingår i släktet lökar, och familjen amaryllisväxter. Inga underarter finns listade i Catalogue of Life.